# Macromitrium ochraceum
Macromitrium ochraceum är en bladmossart som beskrevs av C. Müller 1845. Macromitrium ochraceum ingår i släktet Macromitrium och familjen Orthotrichaceae. Inga underarter finns listade i Catalogue of Life.